# Baralla de galls

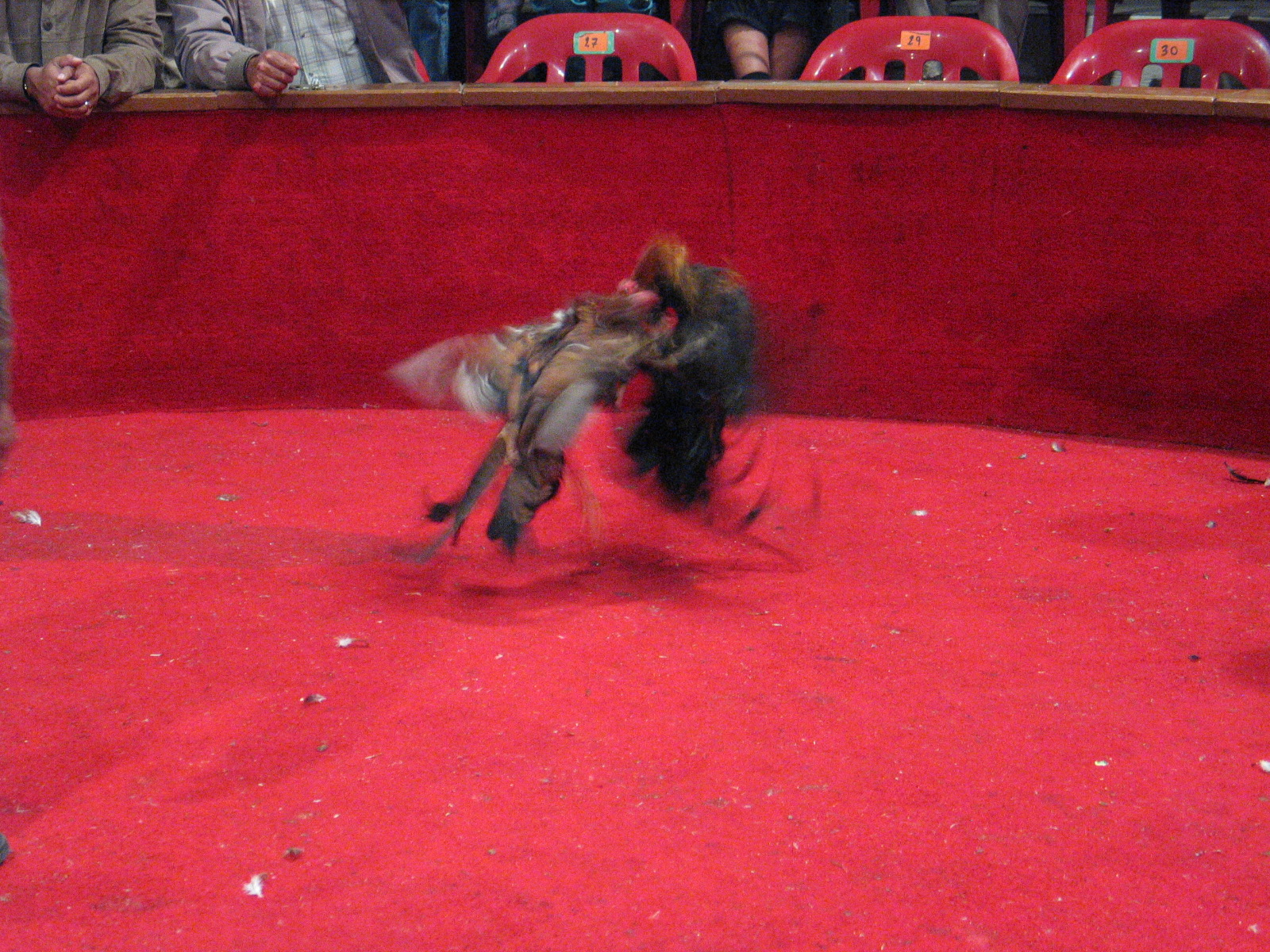
Baralla de galls a Otavalo, Equador

Una baralla de galls és un combat que es du a terme entre dos galls d'una mateixa raça d'aus denominada "aus fines de combat", propiciats per l'ésser humà per al seu gaudi.
L'origen d'aquestes baralles és a Àsia. A la Xina ja se celebraven fa 2.500 anys i és possible que mil anys abans es fessin a l'Índia. A l'antiga Roma eren usades per adquirir valentia. Posteriorment, aquesta pràctica va ser portada a Amèrica pels conquistadors espanyols.
Normalment es du a terme en una sorra anomenada "palenque", o coliseu, on l'au que demostra millors qualitats en el combat es declara com a guanyadora. En la majoria dels casos es realitzen apostes sobre el resultat de la contesa. Els galls de baralla són criats i entrenats especialment per a aquest propòsit. En algunes regions les baralles de galls són equipades amb esperons artificials de plàstic, os de peix, carei, acer, que permeten que les aus puguin ferir el seu oponent més fàcilment que amb els seus esperons naturals. En altres variacions de baralla, els esperons naturals són coberts amb un embolcall per prolongar els combats. La baralla sense esperons artificials o sense embolcall en els mateixos se li denomina com lluita a "taló nu". Una altra modalitat d'arma en la baralla de galls, és la utilització d'una navalla en l'ànega esquerra de l'animal, amb mesures i formes variables (des d'1/4 polzada fins a 4 polzades), suplantant d'aquesta manera, a la seva arma natural de baralla, això es practica als Estats Units, Mèxic, Nicaragua, Hondures, el Perú i les Filipines. En la resta d'Amèrica es realitza aquesta activitat amb esperons naturals o artificials.

## Opinions

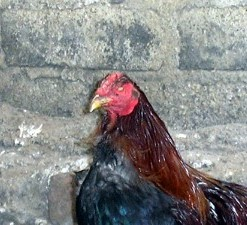
Els galls que sobreviuen acaben amb danys greus, com la pèrdua d'un ull com el de la foto.

La baralla de galls és considerada com un esport tradicional per algunes persones, mentre que per a d'altres és un cas de crueltat cap als animals.
La baralla de galls s'efectua normalment en igualtat de condicions entre els exemplars que participen tant en el seu pes com la seva arma (natural o postissa). Segons els seus partidaris, la finalitat de les baralles és seleccionar a l'exemplar que demostra millors qualitats per al combat, acció que la realitzaria en estat salvatge a fi de ser el reproductor del seu parvada, fins i tot l'aparició d'un nou oponent o retador ja sigui un mascle jove o adult. Segons els seus detractors la finalitat principal són en molts casos els diners de les apostes.
Aquests galls tenen major predisposició a l'enfrontament per ser molt territorials, si bé segons els seus detractors en la naturalesa els seus combats rares vegades resulten a ferides, ja que abans de morir fugen, possibilitat que en una baralla de galls se'ls nega, ja que han de lluitar fins que un dels dos, o ambdós, morin. Afegeixen que sinó són criats i entrenats amb la finalitat de combatre aquests animals no ataquen amb tanta ferocitat i que perquè es comportin amb tanta agressivitat se'ls arriba a subministrar drogues tant legals com il·legals com a estricnina, cafeïna, amfetamines i epinefrina.
Els detractors apunten a diversos motius per sol·licitar la seva prohibició. Segons el responsable d'ADENA a les Canàries, les baralles de galls "causen greus problemes als animals, i s'ha demostrat que sofreixen i moren". Respecte a l'argument dels criadors de què "(aquests galls) estan en una contínua lluita jeràrquica i el seu instint és matar el rival" va respondre que "és cert el fet que la rivalitat entre galls és instintiva, però una altra cosa és que se'ls entreni i posi en un lloc específic amb l'únic objectiu que es matin" i que "una cosa és la competència instintiva i una altra cosa és propiciar l'espectacle amb la baralla i la mort dels animals".
Des d'Ecologistes en Acció afirmen que no pot justificar-se la celebració de les baralles de galls amb el qual manté l'existència d'una espècie com afirmen alguns partidaris, perquè en realitat "aquest tipus de gall no és ni gaire menys una espècie, sinó una raça, resultat d'encreuaments artificials, i no està fixat el seu fenotip". Respecte a les afirmacions d'alguns partidaris que, a diferència d'en la tauromàquia, aquí la lluita és entre iguals, al·lega que "s'obliden d'apuntar que els entrenen perquè siguin agressius i que en el moment de la lluita estan tancats en una gàbia o en un espai molt delimitat, pel que els animals no podrien fugir".

## Legalitat
Les baralles de galls són legals en la majoria de països llatinoamericans, així com a Illes Canàries (en la resta d'Espanya estan prohibides), i en països d'Àsia com les Filipines. En molts altres llocs, les baralles d'animals estan estrictament fora de la llei, basades en l'oposició a les apostes, la crueltat animal, o ambdues.

### Estats Units
Als Estats Units, les baralles de galls van ser prohibides en els 50 estats. L'últim en il·legalitzar-les va ser Louisiana. Trenta estats i el Districte de Columbia han declarat il·legal la possessió de galls amb propòsits de baralla. També és il·legal ser espectador d'una baralla de galls en 40 estats. A nivell federal l'Acta de Protecció d'Animals estableix com a il·legal el transport interestatal de galls a àrees que prohibeixen les baralles de galls.
Encara que les baralles de galls són il·legals en la major part dels Estats Units, se sap que prenen part baralles de galls il·lícites a nivell nacional. L'aplicació de la llei ha indicat que apostes il·legals es duen a terme en les baralles de galls, i que milers de dòlars canvien de mans durant aquests esdeveniments. Els ingressos de les baralles normalment no es reporten en la recaptació d'impostos. Les autoritats també han notat que la distribució de drogues il·legals està connectada a les baralles de galls: investigacions d'activitats sobre tràfic de drogues usualment condueixen a baralles de galls.
Al territori nord-americà de Puerto Rico, a diferència d'en els Estats Units, les baralles de galls són considerades un esport i formen part de cultura del poble, comptant així amb cent vint-i-vuit establiments anomenats "galleras" per al desenvolupament d'aquesta activitat.

### Europa
A Espanya estan prohibides a excepció d'en les Canàries, on estan permeses sol en aquelles localitats on s'hagin anat celebrant tradicionalment. Algunes organitzacions ecologistes i polítiques s'oposen que se celebri aquest tipus d'activitats. Les apostes són il·legals, si bé en alguns llocs segueixen realitzant-se amb normalitat, com ara a la Ribera del Xúquer, on encara s'organitzen encontres il·legals.
En el cas de l'Anglaterra antiga, les baralles de galls, junt amb l'esport barbàric de llançament de gallines, era la diversió principal en el Shrove Tuesday (dia dimarts firat). Tanmateix, l'opinió pública es va declarar en contra d'aquests esports d'una manera inequívoca.
La prohibició de les baralles de galls ha donat ha lloc a la cria de castes desenvolupades per a demostracions de l'espectacle o altres propòsits, sent notables les races Modern Game (la seva característica són cames extremadament llargues) i Old English bantam (aquesta entre les races més petites de gallines). Un exemple més important és el Cornish (desenvolupat a partir de la casta Asil) que forma part de la cria de Fryer/Broiler.

### Llatinoamèrica

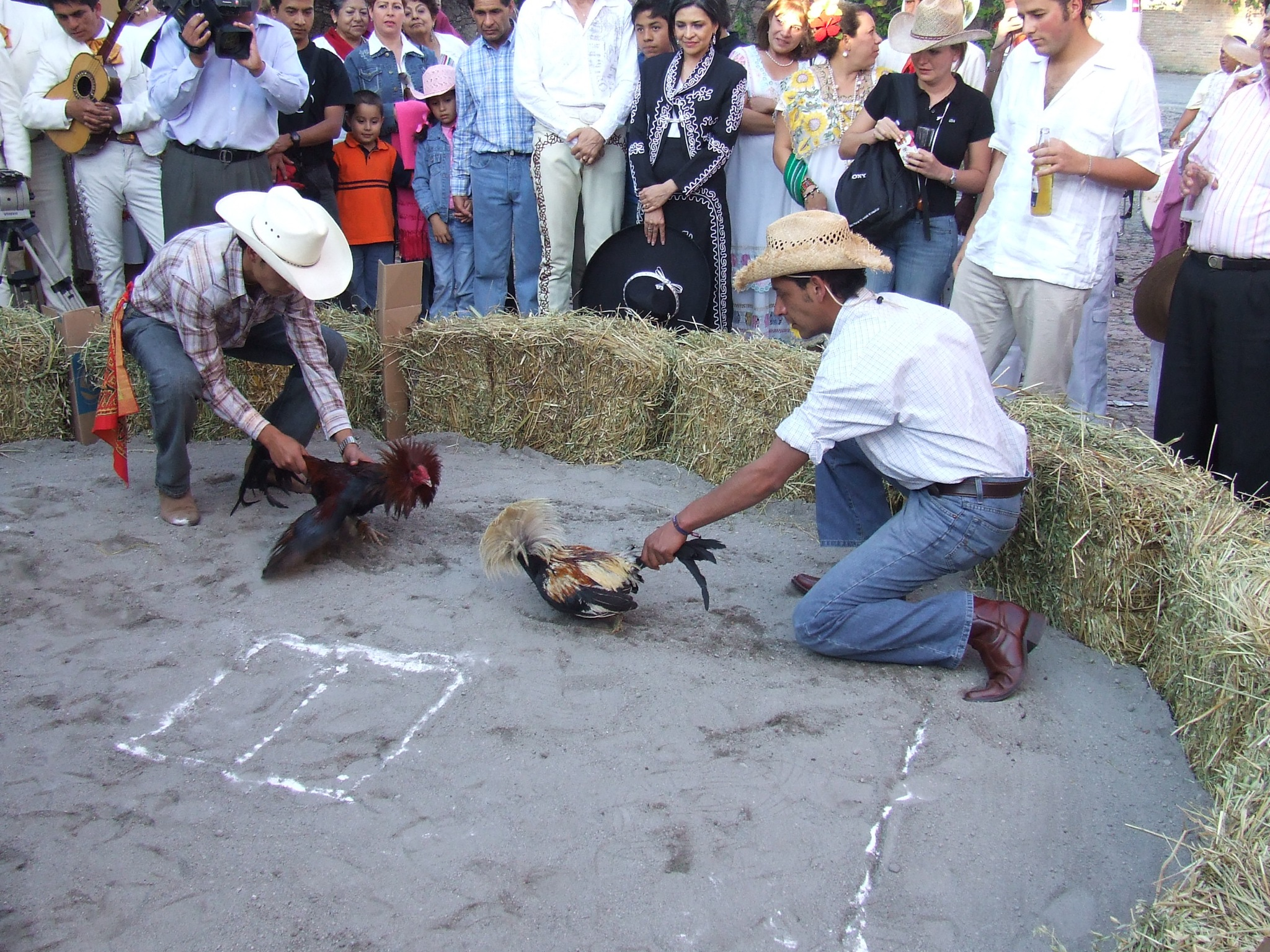
Baralla de galls a Mèxic

A Mèxic, encara que a la capital estan prohibides, les baralles de galls formen part d'un lucratiu negoci que les combina amb espectacles musicals a gairebé totes les fires i festes regionals i es du a terme en recintes anomenats palenques de galls. Aquests consten d'una arena feta de fusta el centre de la qual es troba replet de terra compactada per al millor acompliment dels galls. En el centre és marcat un quadre amb calç de 4 metres per costat i unes línies que travessen de centre a centre cada costat. Finalment és marcat l'últim quadre en el mer centre d'aquesta sorra que mesura 40 cm de costat i és on són introduïts els galls quan ja no poden combatre de lluny. Els estats de Mèxic on són més comuns són Jalisco i Sinaloa.
Al Perú també estan permeses, l'espectacle es du a terme en Coliseus, els quals tenen com a ambient principal a una arena de sorra (o de dues arenes com és el cas del Coliseu de Galls de Bec i Esperó "Monumental" de San Juan de Lurigancho, Lima), accedint a aquest per mitjà de 03 ingressos (Jutge, dreta i esquerra), d'aquests últims emergeixen els galls amb els seus respectius careadores, i el Jutge té com a element principal d'acarament una taula de fusta.
A la República Dominicana això s'ha convertit en un esport legal, on diversos entrenadors porten els seus exemplars a llocs anomenats "galleras" i on es juga diners. Aquí no és cosa rara veure esportistes de grans lligues gaudint de les baralles de galls, i a grans empresaris i industrials.
En aquest mateix país es diu "trabero" a qui cuida o dona entrenament al gall, "gallera" al lloc on es llancen les baralles, "trava" al lloc on es crien i s'entrenen aquests animals i "coliseu" a una gallera d'un nivell molt alt. Només hi ha dos coliseus: un a Santo Domingo (la seva capital) i un altre a Santiago de los Caballeros.
Hi ha hagut torneigs patrocinats per companyies milionàries i invitacions de galleros de Puerto Rico a participar en els esmentats torneigs. Cal destacar que les baralles de galls és comú en República Dominica i està regulada per l'ajuntament del seu municipi capçalera.
L'any 1996 el govern per llei va prohibir l'ús dels esperons fets amb closca de carey i es van introduir per a la venda els esperons plàstics a tot el país, aquesta mesura era per protegir el carey que es troba en via d'extinció.

## Baralles de galls en l'art i la cultura popular

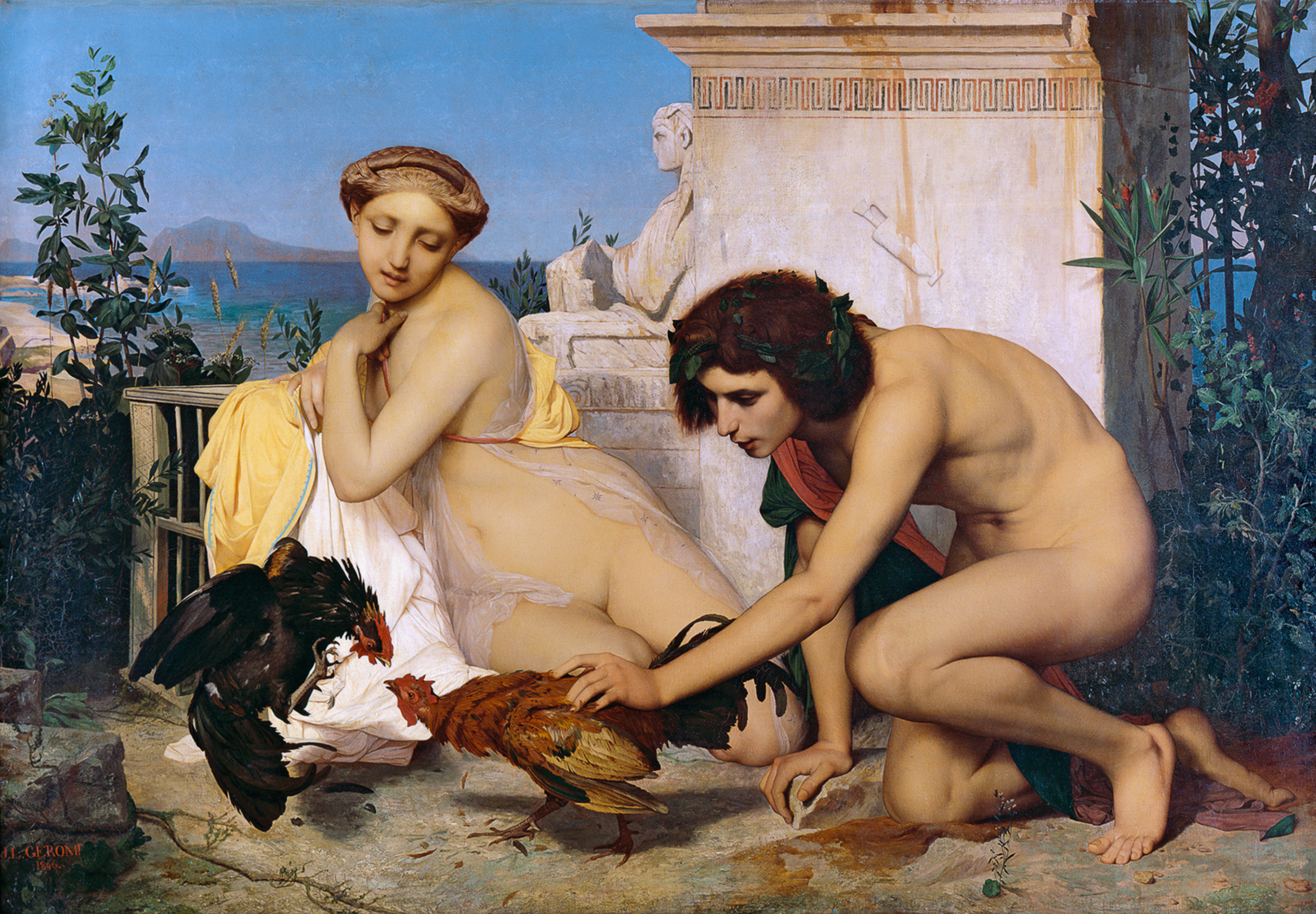
Baralla de galls, por Jean-Léon Gérôme

El 1759, l'artista anglès William Hogarth va publicar The Cockpit, una sàtira sobre baralles de galls. La baralla de galls va ser alguna vegada un tema important en l'art. La pintura "Baralla de galls" de Jean-Léon Gérôme i l'estàtua "Winner of the Cockfight" d'Alexandre Falguière, ambdues en el Musée d'Orsay, són exemples notables, encara que en aquests casos es fa més èmfasi en la nuesa dels cossos dels amos de les aus, que en la baralla d'aquestes últimes.
Aquest terme també és usat en hip-hop, referint-se a la competició duta a terme entre dos MC que es van alternant en rimar durant un període. Una vegada han acabat els dos participants, el públic o algun jurat elegeix al que creuen que ho ha fet millor, sent el guanyador de la batalla. En moltes ocasions, el guanyador passa a la següent ronda d'un campionat, havent-hi competicions a nivell nacional.